# Jhelum
Jhelum (hindi: झेलम, kashmiri: Vyeth, punjabi: ਜੇਹਲਮ, urdu: دریاۓ جہلم) er en flod i Pakistan og Indien. Floden er den største og vestligste blandt de fem floder der har givet navn til Punjab. Den er ca. 774 km lang og løber gennem Jhelum-distriktet i Pakistan. Jhelum er en biflod til Chenab. I Rigvedaen er floden kendt som Vitastā og grækerne fra antikken kaldte den Hydaspes.
Jhelum dannes fra en kilde på Verinag, der ligger helt nederst i Pir Panjal-bjergkæden som strækker sig i den sydøstlige del af Kashmir, og er en del af Himalaya. Floden løber gennem Kashmirdalen, forbi Srinagar og Wular-søen før den går over til Pakistan fra det indisk-kontrollerede Kashmir gennem en dyb og smal bjergkløft. Kishenganga Neelum-floden, som er den største biflod til Jhelum, løber sammen med Jhelum ved Muzaffarabad. Det samme gør den næststørste biflod, Kunhar. Jhelum går ind i Punjab fra Jhelum-distriktet. Videre løber floden gennem det flade, pakistanske Punjab, og deler regionen i to. Floden munder ud i Chenab ved Trimmu, som ligger i Jhang-distriktet. Chenab løber sammen med Sutlej og danner Panjnad-floden, som til slut løber sammen med Indus ved Mithankot.
En række konstruktioner er blevet bygget i løbet af de sidste 100 år, blandt andet for at kontrollere vandmængden og strømmen i floden. Dette sker gennem det såkaldte Indus Basin-prosjektet, som er et samarbejdsprojekt mellem Indien og Pakistan. Mangla-dæmningen blev færdiggjort i 1967, og er blandt verdens største dæmninger. Dertil er der blevet bygget en del dæmninger i floden, blandt andet for at gøre den dybere og for at skille ferskvand fra saltvand. Rasul-dæmningen og Trimmu-dæmningen, bygget henholdsvis i 1967 og 1939, er to eksempler på sådanne dæmninger. Gennem Rasul-dæmningen strømmer der 24.000 m³ vand per sekund. Trimmu-dæmningen har en strøm på 18.000 m³ per sekund. Sidstnævnte dæmning får også vand fra Chenab.
Ud over Indus Basin-projektet, er der også blevet bygget nogle uafhængige kanaler fra og/eller til Jhelum. Øvre Jhelumkanal går fra Mangla til Chenab-floden. Rasul-Qadirabadkanalen går fra Rasul-dæmningen til Chenab. Chashma-Jhelumkanalen går fra Chashma-dæmningen i Indus til Jhelum-floden nedenfor Rasul-dæmningen. Floden udnyttes først og fremmest til kunstvanding og kraftproduktion.
31°12′N 72°08′Ø / 31.200°N 72.133°Ø